# 済公 (テレビドラマ)
『済公』（さいこう、簡体字: 济公、拼音: Jì Gōng、英語: Ji Gong (The Mad Monk)）は、1985年-1988年に中華人民共和国で製作された、全12話からなるテレビドラマ。南宋時代の済公（道済）を主人公とした神話劇ドラマである。主演は游本昌、呂涼。日本未公開。

## 概要
李修縁（済公）は南宋の紹興元年（1131年）に浙江西路台州府天台県の地主家庭に生まれた。姓は李氏。仏教の熱心な信者の家庭に生まれ、父の李善人はしばしば貧乏人を救済した。彼は自分が結婚するのが当日、だまって立ち去る出家がある和尚、戒名道済。彼の両親は落ち着かないで、これから寝たきりになってしまった。李善人夫婦を探して彼を待って道済が家に帰ると、李善人夫婦はとうに亡くなった、林管家は李家の財産を占領する。彼の妻も乱心ている。彼はこの大きなショックに耐えられずに、これから瘋癲が行方不明になった。多少の日が過ぎて、突然街に現れた一人の狂気じみていることの和尚、彼は悪人をこらしめる、貧しい人を助けている、ある人称彼は瘋和上、人称彼は活仏。

## 配役
- 済公 - 游本昌/呂涼

### ゲスト
第一巻 「済公出世」
- 李善人 - 秦本理
- 李夫人 - 胡振鈺
- 李修縁（少年の済公） - 張振瑋
- 李修縁（青年の済公） - 李巍
- 林管家 - 廖有梁
- 国清寺長老 - 呉淞
- 陸家姑娘 - 時代
- 賣身女 - 游家慧
- 王巫婆 - 包麗萍
- 周掌柜 - 羅德珊
- 管家 - 徐小楼
- 老乞丐 - 小金邁貴
- 霊隠寺長老 - 石港
- 李修縁の表哥（少年） - 戦翔
- 李修縁の表哥（青年） - 黄偉文

第二巻 「陰陽涙水」
- 董士宏 - 翁国鈞
- 羅乃卿 - 葛乃慶
- 羅夫人 - 汪家儀
- 羅老夫人 - 邰可民
- 羅小姐 - 項雯雯
- 阿巧 - 龔瑩
- 瑩瑩 - 徐雅群
- 劉道士 - 姚振才
- 管家 - 朱秋僧

第三巻 「古井運木」
- 廣亮 - 伊明鐸
- 靜安 - 彭曉東
- 靜明 - 江武民
- 方丈 - 石港
- 劉財東 - 孫景德

第四巻 「妙手移瘤」
- 錢老板 - 杜冶秋
- 包得發 - 王鵬飛
- 賣菜翁 - 張通
- 賣花女 - 宮柳媚
- 錢夫人 - 舒金声
- 小販 - 楊長寶

第五巻 「巧點紫金釵」
- 李文龍 - 展敏
- 李夫人 - 傅志娟
- 姜氏 - 盧守芳
- 珠児 - 戦士強
- 卜大官人 - 金效強
- 管家 - 奚澄

第六巻 「大鬧秦相府」
- 秦相 - 施正泉
- 秦夫人 - 朱玉雯
- 秦公子 - 田二喜
- 管家 - 倪榮林
- 李懷春 - 安振吉
- 少婦 - 魯夢青
- 家人 - 楊海韻
- 衙役 - 王俊民/雷磊/楊康令/陳永発

第七巻 「醉接梅花腿」
- 趙天鵬 - 許承先
- 管家 - 顧少春
- 長老 - 張通
- 小和尚 - 楊建忠/劉永華
- 家丁 - 朱金懷/倪建国/劉建華/陳国驥
- 胖女人 - 張展英
- 瘦男人 - 程沛然
- 小個子 - 嚴春林
- 老太太 - 沈敏華
- 菜農 - 祖筱華
- 李茂春 - 安振吉

第八巻 「智破無頭案」
- 朱県令 - 史済華
- 劉三 - 王正偉
- 劉喜 - 紀建国
- 村姑 - 余婭
- 老家人 - 王敦耀
- 王嫂 - 宋光華
- 段風山 - 顧衛林
- 大戶人家少奶奶 - 龐敏
- 小戶人家青年 - 夏泰立
- 衙役 - 范亞生/袁永祥
- 肉莊夥計 - 許教靖

第九巻 「瘋僧背新娘」
- 徐福 - 朱文虎
- 桃花 - 李亞英
- 桃花の母 - 穆玉天
- 小姚 - 郭思卡
- 孩童 - 張錢毅/黄琳/米悦/常臻/沈偉立/山丹
- 舒金声 - 官媒
- 公差 - 随小宝/王剛
- 老地保 - 李文藻
- 姑爺 - 穆勇
- 德輝長老 - 藍煜民
- 首座和尚 - 随小宝

第十巻 「点化幺二三」
- 姚爾山 - 伍貽傑
- 娘子 - 呉海珊
- 施五六 - 孫育才
- 朱百萬 - 宋家琪
- 院公 - 曹舢

第十一巻 「沿街賣秀才」
- 朱志貴 - 宋国華
- 盧秀才 - 沈双華
- 賈秀才 - 孫吉祥
- 蔣秀才 - 盧偉強
- 王大人 - 李慰曾
- 賈大人 - 丁沙生
- 学錄 - 許守欽
- 巡撫大人 - 葛乃慶
- 賣花女 - 許旭晴
- 商人 - 羅德珊
- 陳大仁 - 宋妙来
- 差官 - 随小宝
- 欽差大人 - 王群
- 報子 - 許教靖

第十二巻 「治病分逆孝」
- 陳養祖 - 李建華
- 啞女 - 楊美英
- 陳炳凡 - 陸野
- 兪之樵 - 楊明健
- 徐娘 - 金慧珠
- 德輝長老 - 藍煜民
- 首座和尚 - 随小宝

## 主題歌
- エンディング：『鞋児破帽児破』、作詞：張戈、作曲：金復載、演唱：何紀光
- 挿入曲：『一半児臉』、作詞：張鴻西、作曲：金復載、演唱：游本昌；『做官難』、作詞：済公劇組、作曲：史済華、演唱：何紀光